# SICRAL 1B
O SICRAL 1B é um satélite de comunicação geoestacionário militar italiano construído pela Thales Alenia Space. Ele está localizado na posição orbital de 12 graus de longitude leste e é operado pelo Ministério da Defesa italiano. O satélite foi baseado na plataforma GeoBus (ITALSAT-3000) e sua expectativa de vida útil é de 14 anos.

## Lançamento
O satélite foi lançado com sucesso ao espaço no dia 20 de abril de 2009 às 08:16 UTC, por meio de um veiculo Zenit-3SL lançado a partir da plataforma de lançamento marítima da Sea Launch, a Odyssey. Ele tinha uma massa de lançamento de 2038 kg.